# サルディス
サルディスまたはサルデス（リュディア語：Sfard ；古代ギリシア語: Σάρδεις Sardeis ；ペルシア語: سارد Sārd、英語: Sardis）は、現在のトルコ共和国マニサ県サルトにかつてあった古代の都市である。

## 概要
サルディスは、古代リュディアの首都で、ペルシア帝国の主要な都市の一つである。ローマ帝国の下ではプロコンスルの総督府があり、末期ローマや東ローマ帝国時代のリュディア属州の最大都市でもあった。サルディスのキリスト教会は、『ヨハネの黙示録』の中で書簡の宛名となるアジアの七教会の一つである。
サルディスの重要性は、第一にその軍事力、第二に内陸からエーゲ海沿岸に通じる重要な街道の途上に位置するということ、第三にヘルムス川（ゲディズ川）流域の広大で肥沃な平野を支配できるということに帰せられる。

## 地理

リュディア王国の地図

サルディスは、ヘルムス渓谷の中流に位置し、トモロス山（ボズ山）の山裾の険しく高い尾根にアクロポリスが形作られている。ヘルムス川からは約4kmほど南である。今日、サルディスの遺跡は、トルコ共和国マニサ県サリフリの近く、アンカラ・イズミル間を結ぶ高速道路に接する（イズミルから約72km）、現代のサルトという村にある。公衆浴場とギュムナシオンの複合施設、シナゴーグや東ローマ時代の商店など、遺構の一部分が年間を通じて訪問者に開放されている。

## 歴史

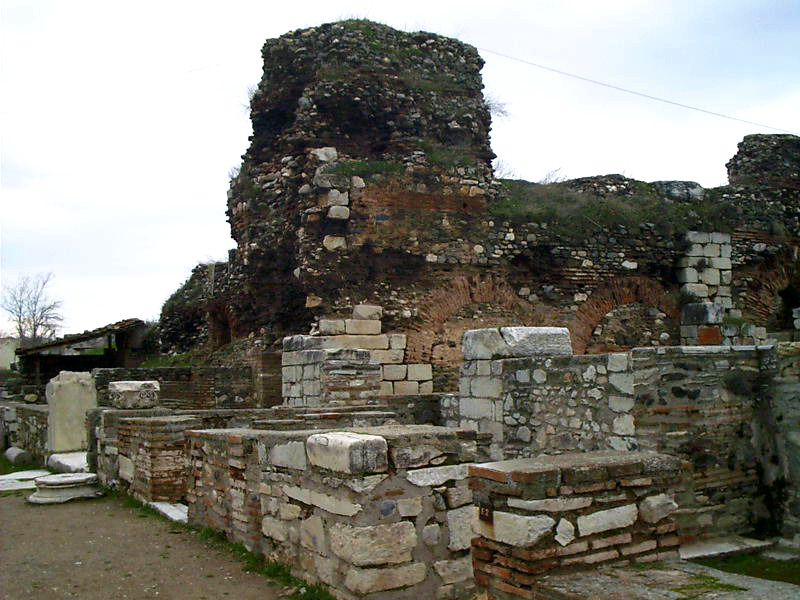
東ローマ時代の商店の遺構

サルディスに対する最古の言及は、アイスキュロスの『ペルシア人』（紀元前472年）に見出される。『イーリアス』では、マイオニア人（すなわちリュディア人）酋長の都市がHydeという名で呼ばれているようだが、後の時代にそれがサルディスまたはそのアクロポリスの古名とされた。しかしながら、サルディスはマイオニア人の当初からの都ではなかった可能性が高いが、紀元前8世紀に強大なリュディア王国を出現させた変化の中心となったことは確かだろう。
サルディスは、紀元前7世紀にキンメリア人、紀元前6世紀にペルシア人とイオニア人、紀元前3世紀末にはアンティオコス3世によって、占領の憂き目を見た。キュロス2世によって征服された後のペルシア支配の時代には、サルディスはペルシア帝国の都ペルセポリスに発する王の道の終着地となった。イオニアの反乱では、サルディスはイオニア人によって焼き払われた。サルディスは、紀元前334年のアレクサンドロス3世の遠征まで、ペルシア支配の下にあり続けた。
少なくとも一度、ティベリウス帝治世の17年、サルディスは地震によって破壊されたが、その都度再建された。東ローマ帝国末期に至るまで、サルディスは小アジア西部の大都市の一つであり続けた。
リュディア王国の初期には工芸が大いに発展し、サルディスはその製作の中心地となった。特に、繊細な毛織物や敷物の製作と染色が重要だった。古代には、市場を貫くようにして「金の砂を運ぶ」パクトロス川が流れていた。実際にトモロス山では砂金を産し、後々まで貿易と商業によって巨万の富が生み出された。コンスタンティノポリスが東ローマの都になると、属州と首都を結びつける新たな交通網が発達した。サルディスはこの交通網から離れていたため、その重要性をいくらか減らすこととなった。しかしながら、サルディスは依然として栄誉を誇り、295年にはリュディア属州の首都大司教座となった。10世紀にコンスタンティノス7世が設定したトゥラケシオン管区（en）の都市としては、エフェソスとスミュルナ（イズミル）に次ぐ三番目に挙げられている。しかし、その後400年の間、サルディスはその地域の重要都市であるマグネシア（マニサ）やフィラデルフィア（アラシェヒル）に脅かされた。
1071年以降、ヘルムス渓谷はセルジューク朝の侵入に苦しむようになったが、1118年にはフィロカレス将軍の活躍によりこの地域は取り戻され、コムネノス王朝による東ローマの中興とルーム・セルジューク朝の衰退によって、サルディスは東ローマ領に留まった。1204年、第4回十字軍がコンスタンティノポリスを陥落させ、サルディスはニカイア帝国の支配下に入った。1261年、ニカイア帝国がコンスタンティノポリスを奪回すると小アジア全体への支配がおろそかとなり、結局それらはムスリムの戦士集団であるガーズィー（en）のアミールたちに奪われ、1306年に結ばれた条約でカイステル川（クチュク・メンデレス川）の渓谷とサルディスの砦は彼らに引き渡された。サルディスは、1402年にティムールの軍勢によって占領（そしておそらく破壊）されるまで、衰退しながらも存続した。

## 考古学的調査
19世紀にはサルディスは遺跡となっており、主にローマ時代の建築物が地表に現れていた。最初の考古学者による調査は、1910年から1914年の間にプリンストン大学の調査班によって行われ、アルテミス神殿や1000以上のリュディア人の墓が発掘された。発掘調査は、第一次世界大戦とトルコ革命のために中止された。ハワード・クロスビー・バトラーによって発掘された遺物のいくつかは、ニューヨークのメトロポリタン美術館の収蔵品に加えられた。
現在、ウィスコンシン大学マディソン校のニック・カーヒル教授の下で発掘が行われている。トルコの考古学調査管理法によって、考古学的な遺物のトルコ外への持ち出しは禁じられている。ローマ末期のモザイクや彫刻、紀元前6世紀中頃の兜、様々な時代の陶器など、いくつかの重要な発見物がマニサ考古学博物館に収められている。

## サルディスのシナゴーグ

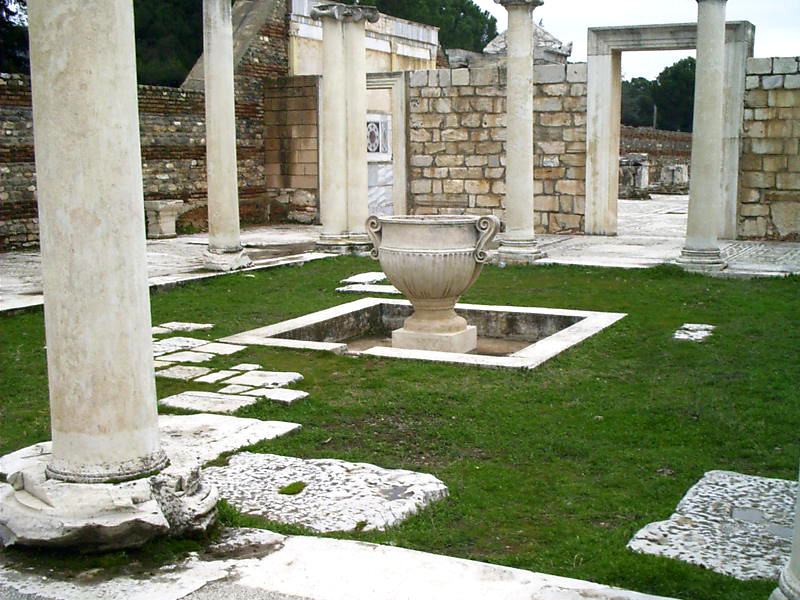
現在のサルディスのシナゴーグ

1958年以来、サルディスでは毎年ハーバード大学とコーネル大学が後援する考古学調査が行われている。これらの調査によって、これまで知られている遺跡の中ではおそらく最も印象的なディアスポラのシナゴーグが発掘され、モザイクによる多くの床だけでなく、80以上のギリシア語の碑文や7つのヘブライ語の碑文が出土した（このような碑文は、シリアのドゥラ・エウロポスにあるシナゴーグの遺跡にも見られる）。サルディスのシナゴーグの発見によって、ローマ帝国末期のユダヤ教についての以前までの仮説が覆された。アフロディシアスでの「神を畏れる者」（en:godfearers）の碑文の発見とともに、ユダヤ教徒がキリスト教徒によって日向から追いやられたと以前には多くの学者が想定していた時期の、ユダヤ人のローマ市民生活への適応や集団の大きさや重要性、小アジアのユダヤ人社会の継続的な活力への疑う余地もない証明となった。
このシナゴーグは、公衆浴場とギュムナシオンの複合施設の敷地の一部であり、その施設は450から500年間使われていた。その初期である2世紀の中頃には、シナゴーグがあった場所は着替えや休憩に使われていた。この複合施設は、616年にサーサーン朝によって破壊された。